# Megaselia limburgensis
Megaselia limburgensis är en tvåvingeart som först beskrevs av Schmitz 1918.  Megaselia limburgensis ingår i släktet Megaselia, och familjen puckelflugor. Arten är reproducerande i Sverige.